# Mady Touré
Mady Touré (Conakry, 31 gennaio 1958) è un ex calciatore guineano, di ruolo attaccante.

## Biografia
Touré è il padre di Larsen, anch'egli calciatore.

## Carriera
Nella stagione 1981-1982 è in forza ai cadetti dell'Orléans, con cui ottiene il nono posto nel Girone A.
Nel 1983 passa al Brest, club della massima serie francese: con i bretoni gioca sino al 1985, disputando in totale ventuno incontri in campionato. Miglior piazzamento ottenuto sarà il nono posto nella Division 1 1984-1985.
Si è ritirato per dedicarsi completamente alla sua attività di import-export.